# Noccaea coloradensis
Noccaea coloradensis är en korsblommig växtart som först beskrevs av Per Axel Rydberg, och fick sitt nu gällande namn av Josef Holub. Noccaea coloradensis ingår i släktet backskärvfrön, och familjen korsblommiga växter. Inga underarter finns listade i Catalogue of Life.